# 曹馭博
曹馭博（1994年2月8日—），台灣詩人、小說家，淡江大學中國文學系、國立東華大學華文文學研究所藝術碩士（MFA）。2017年獲得林榮三文學獎新詩首獎，成為該獎開設以來最年輕首獎得主。
詩集《我害怕屋瓦》獲得文化部「第41次中小學生讀物選介」、入圍2018 Openbook好書獎「年度好書文學類」以及 2018誠品閱讀大賞「書店職人最想買」、「年度最期待作家」。
2019年獲得「台灣文學金典獎」蓓蕾獎，
2020年獲得《文訊》「21世紀上升星座：1970後台灣作家作品評選（2000～2020）」成為60位獲選者唯一一位低於30歲的作家。 2022年入選由向陽主編之《新世紀新世代詩選》。2022年《夜的大赦》入圍「台灣文學金典獎」，獲得Openbook年度好書獎。
2023年獲得「第三屆500Young」
曹馭博的詩作以死亡為主題，内容主要圍繞「生命」展開 ，並說：「當我們面對暴力與不對等的時候，即使有那麼多的動盪，透過寫作可以將那些話為藝術行為，讓作者或讀者有一塊心靈之地足以安身立命，讓我們有抵擋的覺醒、茁壯的可能性」 。

## 作品

### 詩集
- 《我害怕屋瓦》，啟明出版，2018年8月22日，ISBN 9789869653206 （繁體中文）
- 《夜的大赦》，雙囍出版，2022年4月8日，ISBN 9786269549696 （繁體中文）

### 短篇小說
- 《愛是失守的煞車》，九歌出版，2023年12月，ISBN 9789864506378（繁體中文）